# Сооблазе
Со́облазе (эст. Sooblase), на местном наречии Су́ублазы (Suublasõ) — деревня в волости Валга уезда Валгамаа, Эстония.  
До реформы местных самоуправлений Эстонии 2017 года входила в состав волости Тахева.

## География и описание
Расположена на юге Эстонии, в 25 километрах к юго-востоку от уездного центра — города Валга. Расстояние до волостного центра — города Отепя — 50 километров. Высота над уровнем моря — 63 метра.
Через деревню проходит шоссе Выру—Мынисте—Валга, и протекает река Мустйыги.
Климат умеренный. Официальный язык — эстонский. Почтовый индекс — 68011.

## Население
По данным переписи населения 2021 года, в Сооблазе насчитывалось 44 жителя, из 43 (97,7 %) — эстонцы. 
По данным переписи населения 2011 года, в деревне проживали 28 человек, все — эстонцы.
Численность населения деревни Сооблазе:
| Год  | 1959 | 1970 | 1979 | 1989 | 2000 | 2011 | 2017 | 2018 | 2019 | 2020 | 2021 |
| ---- | ---- | ---- | ---- | ---- | ---- | ---- | ---- | ---- | ---- | ---- | ---- |
| Чел. | 89   | ↘ 52 | ↗ 74 | ↘ 48 | ↗ 54 | ↘ 28 | ↗ 29 | ↗ 33 | ↘ 32 | ↘ 31 | ↗ 44 |

## История
Сооблазе была частью исторической деревни Тахева.
В письменных источниках 1688 года упоминаются Soblas и Sablas, 1805 года — Soblasse Karl и Soblasse Peter, 1826 года — Soblasse, 1864 года —  Soblasse, примерно 1900 года — Алa-Coблaзe и Мяэ-Соблaзе (хутора в деревне Тахева), 1970 года — Sooblase (деревня). В 1977 году (период кампании по укрупнению деревень) с Сооблазе была объединена деревня Валликюла.

## Происхождение топонима
Вероятнее всего, начальная часть топонима происходит от слова ‘soo’ (с эст. — «болото»), окончание, однако, остаётся без убедительного объяснения. Возможно, оно произошло от малоизвестного добавочного личного имени Sublas.